# Aberdeen Football Club 1984-1985
Questa voce raccoglie le informazioni riguardanti l'Aberdeen Football Club nelle competizioni ufficiali della stagione 1984-1985.

## Stagione
Guidando la classifica della Premier Division dalla terza giornata e ottenendo 59 punti su 72 disponibili, con due gare di anticipo l'Aberdeen ottenne il secondo titolo nazionale consecutivo e poté confermare l'accesso alla Coppa dei Campioni; dalla massima competizione continentale i Dons erano stati eliminati al primo turno in seguito a una sconfitta ai calci di rigore contro la BFC Dynamo.
Eliminati dagli Airdrieonians al primo turno della Coppa di Lega, per la prima volta dopo quattro anni i Dons mancarono l'accesso alla Coppa di Scozia perdendo la ripetizione della semifinale contro il Dundee Utd.

## Maglie e sponsor
Lo sponsor tecnico per la stagione 1984-1985 è Adidas.
| Manica sinistra · Manica sinistra · Maglietta · Maglietta · Manica destra · Manica destra · Pantaloncini · Pantaloncini · Calzettoni |

## Rosa
| N. |                   | Ruolo | Calciatore       |
| -- | ----------------- | ----- | ---------------- |
|    | Scozia (bandiera) | P     | Bryan Gunn       |
|    | Scozia (bandiera) | P     | Jim Leighton     |
|    | Scozia (bandiera) | D     | Stewart McKimmie |
|    | Scozia (bandiera) | D     | Alex McLeish     |
|    | Scozia (bandiera) | D     | Tommy McQueen    |
|    | Scozia (bandiera) | D     | Willie Miller    |
|    | Scozia (bandiera) | D     | Brian Mitchell   |
|    | Scozia (bandiera) | C     | Ian Angus        |
|    | Scozia (bandiera) | C     | Doug Bell        |
|    | Scozia (bandiera) | C     | Neale Cooper     |
|    | Scozia (bandiera) | C     | Brian Grant      |
|    | Scozia (bandiera) | C     | John McMaster    |

| N. |                   | Ruolo | Calciatore      |
| -- | ----------------- | ----- | --------------- |
|    | Scozia (bandiera) | C     | Joe Miller      |
|    | Scozia (bandiera) | C     | Ian Porteous    |
|    | Scozia (bandiera) | C     | Neil Simpson    |
|    | Scozia (bandiera) | C     | Billy Stark     |
|    | Scozia (bandiera) | C     | Peter Weir      |
|    | Scozia (bandiera) | A     | Eric Black      |
|    | Scozia (bandiera) | A     | Steve Cowan     |
|    | Scozia (bandiera) | A     | Willie Falconer |
|    | Scozia (bandiera) | A     | John Hewitt     |
|    | Scozia (bandiera) | A     | Frank McDougall |
|    | Scozia (bandiera) | A     | Paul Wright     |

## Risultati

### Coppa dei Campioni
| Arbitro: | van Langenhove |

|                |           |            |
| Black 34’, 68’ | Marcatori | 83’ Schulz |

| Arbitro: | Agnolin |

|                                              |                      |                                            |
| Thom 49’ Ernst 84’                           | Marcatori            | 68’ Angus                                  |
| Ernst Rohde Schulz Troppa Terletzki Trieloff | Tiri di rigore 5 – 4 | Porteous McQueen Hewitt Stark Miller Black |